# Ахмед ибн Мухаммад ибн Хашер Аль Мактум
Шейх Ахмед ибн Мухаммад ибн Хашер Аль Мактум (араб. أحمد بن محمد بن حشر آل مكتوم‎, род. 31 декабря 1963) — член правящей фамилии эмирата Дубай (ОАЭ), олимпийский чемпион 2004 года по стрелковому спорту. До 2016 года был единственным обладателем олимпийской награды в истории ОАЭ.
Ахмед Аль Мактум родился в 1963 году в Дубае. С детства вместе с отцом участвовал в соколиных охотах, в результате чего научился хорошо стрелять, однако стрелковым спортом не увлекался. С 1985 по 2000 годы являлся чемпионом ОАЭ по сквошу.
В 1998 году Ахмед всерьёз занялся стрелковым спортом. В 2000 году он принял участие в Олимпийских играх в Сиднее, но без особого успеха. В 2003 году Ахмед Аль Мактум завоевал 4-е место в дубль-трапе на Кубке мира. В 2004 году на Олимпийских играх в Афинах он завоевал первую олимпийскую медаль в истории ОАЭ. В 2008 году он принял участие в Олимпийских играх в Пекине, но не завоевал медалей. В 2012 году Ахмед Аль Мактум не стал принимать участие в Олимпийских играх в Лондоне, но зато стал тренером британского стрелка Питера Уилсона, завоевавшего золотую медаль в дубль-трапе.